# شهرداری هودوش
شهرداری هودوش (به لاتین: Municipality of Hodoš) یک منطقهٔ مسکونی در اسلوونی است که در اسلوونی واقع شده‌است. شهرداری هودوش ۱۸٫۱ کیلومتر مربع مساحت و ۳۱۲ نفر جمعیت دارد.